# Grand Prix de Denain 2001
Il Grand Prix de Denain 2001, quarantatreesima edizione della corsa e valida come evento UCI categoria 1.3, si svolse il 26 aprile 2001 su un percorso totale di circa 190,6 km. Fu vinto dall'estone Jaan Kirsipuu che terminò la gara in 4h22'37", alla media di 43,546 km/h.
Partenza da Raismes con 157 ciclisti, dei quali 86 portarono a termine il percorso.

## Ordine d'arrivo (Top 10)
| Pos. | Corridore            | Squadra         | Tempo    |
| ---- | -------------------- | --------------- | -------- |
| 1    | Jaan Kirsipuu        | AG2R Prév.      | 4h22'37" |
| 2    | Davide Casarotto     | Alessio         | s.t.     |
| 3    | Frédéric Guesdon     | F. des Jeux     | a 4"     |
| 4    | Christophe Capelle   | Big Mat         | a 2'17"  |
| 5    | Damien Nazon         | Bonjour         | s.t.     |
| 6    | Alessandro Bertolini | Alessio         | s.t.     |
| 7    | Ludovic Capelle      | AG2R Prév.      | s.t.     |
| 8    | Frédéric Finot       | Crédit Agricole | s.t.     |
| 9    | Allan Johansen       | Team Fakta      | s.t.     |
| 10   | Laurent Brochard     | Jean Delatour   | s.t.     |